# アタッカ
アタッカ（伊: attacca）は、多楽章の楽曲または組曲形式の楽曲において、楽章/各曲の境目を切れ目なく演奏することをいう。前の楽章の終わりと次の楽章の始まりが一致し、間に休みを置くことなく連続して演奏される。
作曲技法、演奏技法のひとつとして、うまく使えば劇的な効果や緊張感の持続・堅固な構築性を生むことができる。一方で、アタッカが使用されている楽曲を初めて聴く場合、今演奏されているのは第何楽章なのか分からなくなる可能性がある。また、作曲家がアタッカと記していない場合でも、演奏者が任意で楽章間をアタッカ（もしくはほぼアタッカ）にするというケースもしばしば見られる。

## アタッカの使用例

### ベートーヴェンの交響曲第5番
ベートーヴェン『交響曲第5番』において、第3楽章と第4楽章はアタッカで繋がっている。第3楽章のコーダの部分が第4楽章への序奏としての役割を果たしており、劇的な効果を生んでいる成功例のひとつ。他にも「皇帝」の通称で知られるピアノ協奏曲第5番の第2楽章と第3楽章（終楽章）の間で、同様な用いられ方をしている。

### メンデルスゾーンのヴァイオリン協奏曲
メンデルスゾーン『ヴァイオリン協奏曲ホ短調』において、全楽章アタッカで繋がっている。他にも『ピアノ協奏曲第1番』や『ピアノ協奏曲第2番』など、メンデルスゾーンの作品ではアタッカが多用されている。

### ショパンの練習曲 作品10 第3番 (別れの曲)
ショパン『練習曲 作品10』は各曲が単独で演奏される事も多いが、第3曲(別れの曲として有名)は、版によっては(ヘンレ版など)アタッカの指示があり、次の第4曲と連続で演奏する事により、穏やかに終わる第3曲〜激しく始まる第4曲の緩急の対比が効果的である。

### シューマンの交響曲第4番
シューマン『交響曲第4番』においては、4つの全ての楽章がアタッカで接続されている。これにより、全曲を通しての音楽の有機的な構築性が高められている。 

### ムソルグスキーの組曲「展覧会の絵」
ムソルグスキーの組曲『展覧会の絵』においては、繰り返し現れる「プロムナード」、および「卵の殻をつけたひなどりの踊り」、「サミュエル・ゴールデンベルクとシュミュイレ」の2曲や「リモージュの市場」、「カタコンブ」、「死者の言葉をもって、死者とともに」の3曲、及び「バーバ・ヤーガの小屋」と「キエフの大門」がアタッカでつながっている。ラヴェル編曲のオーケストラ版もほぼこれを踏襲している。

### クリフトン・ウィリアムズの「交響組曲」（吹奏楽）
クリフトン・ウィリアムズの吹奏楽組曲『交響組曲 (Symphonic Suite)』においては、第1楽章「イントラーダ」は第2楽章「コラール」にアタッカで接続されている。第1楽章の最終小節は終止線で終わるが、フェルマータが付いたホルンの三和音（B♭の和音）はタイで終止線に向けて伸びており、第2楽章の冒頭の小節の2拍目まで三和音を継続する中で変ホ長調の旋律が重なる（そのため、アタッカで繋がるというよりは、第1楽章のフェルマータの余韻が第2楽章にオーバーラップしている印象を与える）。ホルンの三和音は第1楽章と第2楽章をまたいでタイで接続されて書かれているため、アタッカでない演奏にはならず必ず切れ目なく演奏される。